# فيرونيكا فيندلاي
فيرونيكا فيندلاي (بالإنجليزية: Veronica Findlay)‏ هي منافسة ألعاب القوى جامايكية، ولدت في 6 يناير 1964.

## وصلات خارجية
- فيرونيكا فيندلاي على موقع الاتحاد الدولي لألعاب القوى (الإنجليزية)
- فيرونيكا فيندلاي على موقع أوليمبيديا (الإنجليزية)